# Foraj Sonde Craiova
Foraj Sonde Craiova este o companie din România care se ocupă cu forajul sondelor de petrol si gaze.
Acționarii principali ai companiei sunt Cristescu Valentin Marius, cu o deținere de 69,15% și Cristescu Emil, cu o pondere de 21,63% în capitalul social.
Titlurile Foraj Sonde Craiova se tranzacționează la categoria de bază a pieței Rasdaq, sub simbolul FOSB.

## Istoric
În anul 1958 a fost înființată Întreprinderea de Foraj Craiova , care a funcționat sub diverse forme de organizare și în subordinea diverselor structuri (trust, regie) până la data de 5 iunie a anului 1992 când, în baza HG 309/1992, Schela de Foraj Craiova, sucursala de foraj, probe de producție și reparații sonde a Regiei Autonome a Petrolului-PETROM, s-a transformat în S.C.FORAJ SONDE S.A CRAIOVA.

În 2008 a fost finalizată procedura de fuziune  prin absorție a S.C. FORAJ SONDE Bascov S.A., FORAJ SONDE Vilcea S.A. și FORAJ SONDE Zadareni S.A. .

## Activitate
Împreună cu schele de profil din zonă, Târgu Cărbunești, Stoina, Zatreni, societatea a forat, pană în prezent , peste 5,70 milioane metri, din care mai mult de jumătate au fost destinați forajului de cercetare geologică. 

Sondele săpate au adâncimi cuprinse între 400 și 6.201 m (la sonda 6108 Dănciulești cu instalație de foraj românească F400 EC).

Lucrările de foraj și probe producție desfășurate de societate au pus în evidență, de-a lungul anilor, structuri petrogazifere în Depresiunea Getică: Bălțeni ( țiței și gaze la Helvețian, Sarmațian și Meoțian), Bibești (gaze la Sarmațian), Bulbuceni (gaze Sarmațian), Bustuchin (țiței și gaze asociate în Burdigalian și Helvețian, gaze libere și condensat în Burdigalian, țiței, țiței cu cap de gaze și gaze libere în Helvețian, gaze libere în Sarmațian), Colțești-Totea-Vladimir- Hurezani (gaze la Helvețian, Sarmațian și Meoțian), Pârâieni (gaze în Sarmațian și Meoțian), Țicleni (țiței și gaze în Helvețian, Sarmațian și Meoșian), Zatreni (gaze Sarmațian) și Platforma Moesică: Bibești (țiței în Paleozoic), Bodăiești (țiței – Doggerul grezos), Brădești (țiței și gaze în Triasic, gaze la Dogger Sarmațian și Meoțian), Bulbuceni (țiței la Triasic mediu), Făurești (Dogger cu țiței), Ghioroiu (țiței – Dogger), Ghercești (gaze Pontian), Golumbu (hidrocarburi în Dogger și Meoțian), Piscu Stejarului (Sarmațian – gaze), Pitulați-Predesti (Sarmațian cu gaze), Răcari (gaze la Sarmațian), Sfârcea, Slamnești (țiței și gaze cu condens în Triasicul inferior), Slăvuța (gaze cu condens în Triasicul inferior, țiței în Triasicul Mediu, țiței cu cupola de gaze cu condensat în Triasic mediu și Dogger), Sfârcea (gaze la Sarmațian), Sopot (gaze în Sarmațian și Meoțian), Vârteju (Sarmațian cu gaze, țiței la Triasic).